# کلاه‌پارچه‌ای شب‌تاب
کلاه‌پارچه‌ای شب‌تاب (نام علمی: Mycena chlorophos) نام یک گونه قارچ از سرده کلاه‌پارچه‌ای‌ها است که در مناطق نیمه گرمسیری آسیا به ویژه ژاپن، تایوان، اندونزی، سریلانکا، استرالیا و همچنین برزیل یافت می‌شود. این گونه نخستین مرتبه توسط مایلز جوزف برکلی و موسز اشلی کورتیز در سال ۱۸۶۰ به صورت علمی توصیف گردید. نمونه‌های مورد بررسی توسط گیاه‌شناش آمریکایی چارلز رایت در اکتبر سال ۱۸۵۴ به عنوان بخشی از سفر اکتشافی و تحقیقی منطقه اقیانوس آرام شمالی از ۱۸۵۳ تا ۱۸۵۶ و از جزایر اوگاساوارا جمع‌آوری گردیده بود. کلاهک قارچ این گیاه تا پیش از صاف‌شدن، محدب است و قطر آن تا ۳۰ میلیمتر (۱٫۲ اینچ) می‌رسد. این کلاهک دارای شیارهای شعاعی است که تقریباً تا مرکز امتداد دارند و گاهی نیز در حاشیه‌ها دارای شکاف و همچنین، دارای دندانه‌های گرد و کوچک است. رنگ آن خاکستری مایل به قهوه‌ای کم‌رنگ است و تا حدودی، چسبناک می‌باشد .
قارچ کلاه‌پارچه‌ای شب‌تاب؛ ساقه‌ای سفید، توخالی و البته شفاف دارد که ۶–۳۰ میلیمتر (۰٫۲۴–۱٫۱۸ اینچ) طول و ۰٫۳–۱ میلی‌متر قطر دارد. گوشت آن بسیار نازک (لطیف) و حاوی بوی شدید آمونیاک است. کلاهک قارچ و تیغه‌ها (آبشش)، زیست‌تابی دارند در حالی که جلینه و ساقه‌ها تا حدودی تابناکی دارند. قارچ کلاه‌پارچه‌ای شب‌تاب به کمک همین پدیدهٔ زیست‌تابی، نور سبز ساطع می‌نماید که ۳ روز، تابناکی مداوم دارد .